# Vegaquemada
Vegaquemada è un comune spagnolo di 509 abitanti situato nella comunità autonoma di Castiglia e León.